# Constantin Mils
Constantin Joseph Mils, né le 27 décembre 1816 à La Flamengrie et mort le 8 juin 1886 à Roubaix, est un peintre français.

## Biographie
Constantin Joseph Mils est le fils de Constant Mils, tisserand, et d'Augustine Sauvage.
Élève de François Édouard Picot, il expose au Salon en 1847 deux portraits.
Il devient directeur de l'école de peinture de Roubaix, et obtient le grade d'officier d'académie.
Il épouse Isabelle Marie Joseph Thiels.
Il meurt à l'âge de 69 ans. Il est inhumé au Cimetière de Roubaix.